# Gözde Fidan
Gözde Fidan (* 1. Juni 1991 in Izmir) ist eine türkische Schauspielerin.

## Leben und Karriere
Fidan wurde am 1. Juni 1991 in Izmir geboren. Ihr Debüt gab sie 2011 in der Fernsehserie Cennetin Sırları. Anschließend war sie 2012 in Yalan Dünya zu sehen. Außerdem trat sie 2015 in dem Film İçimdeki Ses. 2016 bekam Fidan in dem Film İfrit'in Diyeti: Cinnia eine Hauptrolle. Unter anderem setzte sie 2018 ihre Karriere in dem Fernsehfilm Sabahlar Olmasi. Von 2019 bis 2020 spielte Fidan in der Serie Gücercin mit.

## Filmografie
Filme
- 2015: İçimdeki Ses
- 2016: İfrit'in Diyeti: Cinnia
- 2018: Sabahlar Olması

Serien
- 2011: Cennetin Sırları
- 2012: Yalan Dünya
- 2019–2020: Güvercin